# Лоренцо Монако
Лоре́нцо Мо́нако (італ. Lorenzo Monaco), ім'я до постригу П'є́ро ді Джова́нні (італ. Piero di Giovanni); бл. 1370, Сієна — травень 1425, Флоренція) — італійський живописець.

## Біографія
Лоренцо Монако народився близько 1370 року ймовірно у Сієні, а з 1388 по 1422 роки мешкав у Флоренції, що підтверджено документально. Із усіх сієнських майстрів найбільший вплив на його творчість мав Сімоне Мартіні, хоча манера його письма передбачає, що він вивчав також і роботи П'єтро Лоренцетті. Його ранні флорентійські твори відображають стиль послідовників Джотто ді Бондоне, таких як Аньоло Гадді. Також коли цей вплив зменшився, він більше не повертався до строгої двовимірності старого сієнського живопису. 

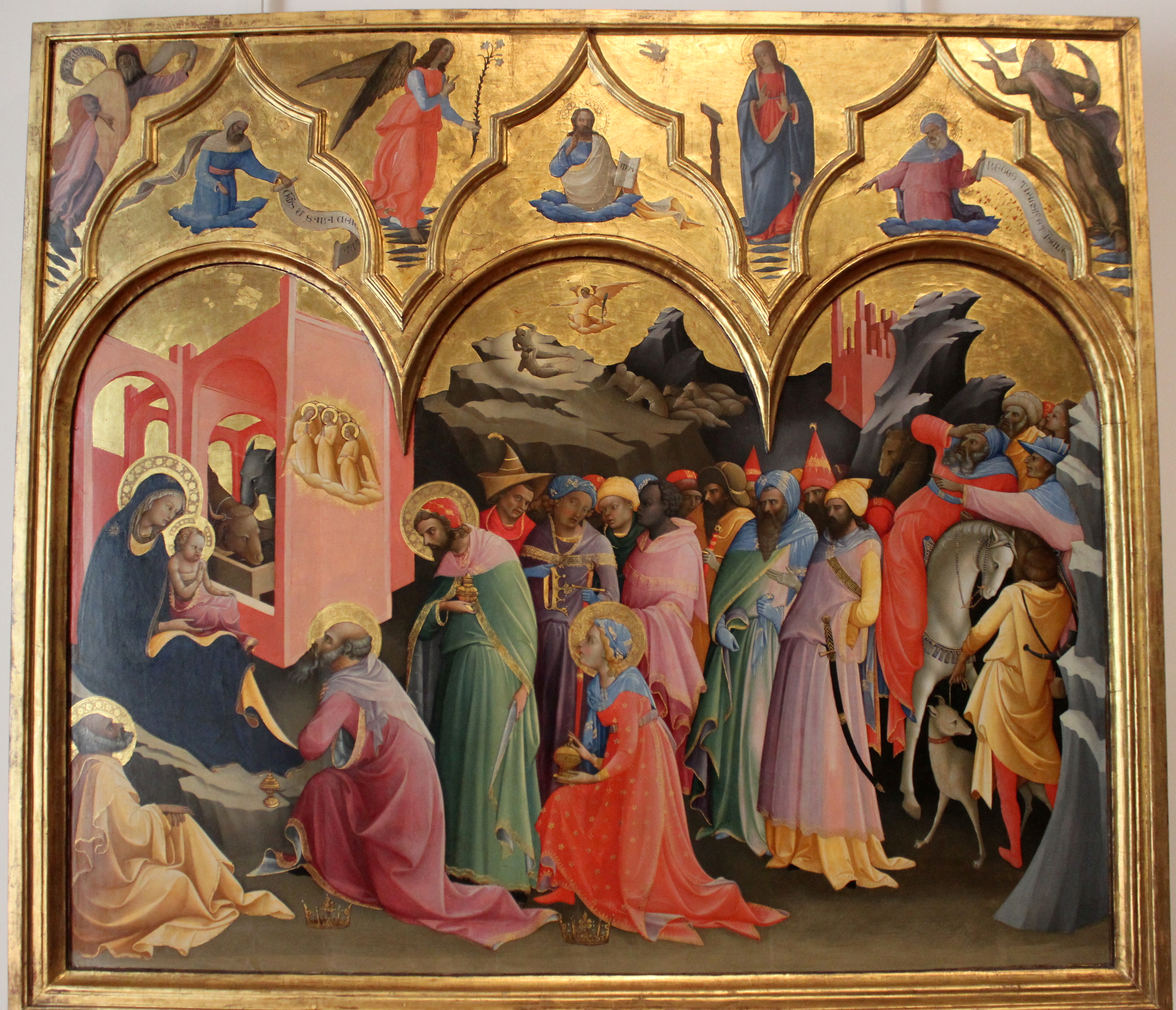
«Поклоніння волхвів», бл. 1421/1422. Галерея Уффіці, Флоренція

У 1390 році він став монахом монастиря Санта-Марія-дельї-Анджелі у Флоренції, де дійшов до рангу диякона. Однак у 1402 році різко вирішив змінити своє життя і був прийнятий у флорентійську гільдію художників під своїм мирським ім'ям. Ймовірно, що він залишив закриту монастирську общину, однак не відмовився він чернечого сану. У 1414 році він зняв будинок, що належав монастирю.
Жоден художник у період близько 1400-х років не заходив так далеко у стилізації форми і світла. Монако був чудовим мініатюристом, його пензлю приписують декілька мініатюр із книг Лаврентійської бібліотеки у Флоренції. Онднак, у першу чергу він прославився як майстер вівтарних образів. Як і інший майстер флорентійської школи, фра Анджеліко, Монако працював у руслі стилю інтернаціональної готики. Його вівтарі відрізняються вишуканістю ліній і красою кольорового рішення.
Він також був майстром фрескового живопису. Найбільш знаковим твором майстра вважається розпис каплиці Бартоліні Салімбені церкви святої Трійці у Флоренції із зображенням сцен з життя Діви Марії (бл. 1420/1425).
Художник помер у Флоренції близько 1425 року.

## Вибрані твори
- «Коронування Богоматері», 1414. Галерея Уффіці, Флоренція
- «Поклоніння волхвів», бл. 1421/1422. Галерея Уффіці, Флоренція
- «Сцени з життя Діви Марії» у каплиці Бартоліні Салімбені, бл. 1420/1425. Церква святої Трійці, Флоренція
- «Благовіщення Бартоліні Салімбені», бл. 1420/1425. Церква святої Трійці, Флоренція